# Myrrha octodecimguttata
Myrrha octodecimguttata је инсект из реда тврдокрилаца (Coleoptera) и породице бубамара (Coccinellidae).

## Опис
Боја је црвенкаста до смеђа, најчешће боја рђе. Тело је прилично широко и дугачко 3,5–5 mm. Пронотум је исте боје, са белим бочним луковима и два бела клина у средини. Покрилца су исто боје рђе, са по десет белих мрља на сваком. За препознавање врсте најважније су мрље у облику слова "L", одмах до скутелума.

## Распрострањење и станиште
Врста насељава готово целу Европу, изузев неких медитеранских острва. У Србији постоји мали број налаза, од којих ниједан није са југа земље нити са висине веће од 1000 m. Живи у четинарским шумама, најчешће на старим боровима на рубу шуме.

## Рeференце
1. 1 2  Alciphron — врста Myrrha octodecimguttata
2. ↑  Nedvĕd Oldřich,  Djurić Milan (2022). Ladybirds of Europe. Serbia/Czechia: HabiProt. ISBN 978-86-912033-4-4.
3. 1 2  Nedvěd, Oldřich (2020). Brouci čeledi slunéčkovití (Coccinellidae) střední Evropy = Ladybird beetles (Coccinellidae) of Central Europe (Vydání 2., upravené изд.). Praha. ISBN 978-80-200-3023-8. OCLC 1200246356.
4. ↑  „PESI portal - Myrrha (Myrrha) octodecimguttata (Linnaeus, 1758)”. www.eu-nomen.eu. Приступљено 2021-10-18.